# Illa de Champ
L'illa de Champ (en rus: Остров Чамп) és una illa a la zona central de la Terra de Francesc Josep, Rússia, la més meridional del grup de la Terra de Zichy.

## Història
Aquesta illa va rebre el nom de William S. Champ, que era el representant del difunt William Ziegler i líder de l'operació de socors a la recerca d'Anthony Fiala de l'Expedició Polar Fiala-Ziegler. L'agost de 2006 fou trobat un esquí centenari al cap de Triest d'aquesta illa.

## Geografia
L'illa Champ té una superfície de 374 km² i una línia de costa de 90,6 km. Hi ha una àmplia zona sense glaceres al sud-oest de l'illa. El punt més alt és de 507 metres. Les illes Luigi, al nord, i Salisbury, al nord-est, són les més properes.
L'illa és coneguda per les seves concrecions, esferes de pedra amb dimensions des de mil·límetres fins a diversos metres.